# Asombroso Androide
El Asombroso Androide (también conocido brevemente como Asombroso Andy) es un personaje ficticio que aparece en los cómics estadounidenses publicados por Marvel Comics. El personaje apareció por primera vez en Fantastic Four # 15 (junio de 1963) y fue creado por el escritor Stan Lee y el artista y coguionista Jack Kirby.
Debutando en la Edad de plata de los comic-books, el personaje ha aparecido en títulos de Marvel durante más de cuatro décadas, y también apareció en productos relacionados con Marvel, incluyendo series de televisión animadas y tarjetas de intercambio.

## Historial de publicaciones
El Asombroso Androide debutó en Fantastic Four # 15 (junio de 1963) como la creación del Pensador Loco."Desde entonces, [el Pensador Loco] y su ser artificial de 15 pies de altura (4,6 m)... han corrido -ins con la mayoría de los superhéroes más importantes de Marvel.
La pareja reapareció en Fantastic Four # 28 (julio de 1964) para luchar tanto contra el equipo titular de superhéroes como contra los superhéroes mutantes, los X-Men. El Androide continuó en el papel de antagonista, apareciendo en Tales of Suspense # 72 (diciembre de 1965) como un oponente para Iron Man; Rom # 14 (enero de 1981) contra el héroe Rom, con licencia de Parker Brothers; y en Captain America # 311 (noviembre de 1985). El Androide reapareció como parte de un equipo de supervillanos en The Avengers # 286-289 (febrero-mayo de 1988); presentado en la historia de Acts of Vengeance en Avengers Spotlight # 27 (mediados de diciembre de 1989); combatió a varios héroes de Marvel en Thunderbolts # 2 (junio de 1997) y Heroes for Hire # 1 (julio de 1997) y tuvo dos encuentros más con los Cuatro Fantásticos en Fantastic Four vol. 3, # 23 (noviembre de 1999) y # 43-44 (julio a agosto de 2001). El Pensador recuperó y actualizó al Androide en una historia cómica en la serie 2004-2005 She-Hulk; e hizo una breve aparición en Exilios vol. 2 # 4 (Sept. 2009).

## Biografía
El villano Pensador Loco crea una forma de vida artificial basada en las notas de investigación del líder de los Cuatro Fantásticos, Mr. Fantástico. Una síntesis de ADN de mono y moléculas inestables incorporadas en un cuerpo casi indestructible con un microordenador y una fuente de energía solar, el Asombroso Androide recientemente bautizado está dirigido contra los Cuatro Fantásticos, aunque el equipo de superhéroes derrota tanto a Androide como a Pensador. El Asombroso Androide, aún como un peón del Pensador, regresa para luchar contra los esfuerzos combinados de los Cuatro Fantásticos y el equipo de mutantes, los X-Men antes de ser desactivado por el líder de X-Men, Profesor X.
El Pensador ordena al Androide que secuestre al industrial Tony Stark, lo que al final lleva a una batalla con el alter ego de Stark, Iron Man. Después de una aparición durante la historia de "Guerra de los Super Villanos", el Androide está ausente de la continuidad de Marvel hasta que fue dirigido por el Pensador para capturar al Gandorian y su astronave Rom para su posterior estudio. Después de una breve batalla, Rom desactiva con éxito el Androide. El Androide lucha contra el Capitán América, después de haber sido reparado por el Pensador. Siguiendo a la creación artificial el Super-Adaptoide, haciéndose pasar por el villano Fixer, reprograma el Androide y lo usa como parte de un equipo de asalto de robots avanzados llamado Heavy Metal, que consiste en Asombroso Androide; Machine Man; Sentry 459 y TESS-One. El grupo finalmente es derrotado por el equipo de superhéroes, Los Vengadores, con Namor el Submarinero desactivando el Androide al estafarlo en el agua, causando que su torso se inunde y se hunda.
El Androide reaparece durante la historia de "Actos de venganza", siendo reparado por el robot Machinesmith y utilizado para distraer a los Vengadores mientras varios villanos escapan del confinamiento en la prisión de la Bóveda. Androide es neutralizado por el Capitán Marvel. Después de batallas con los equipos de superhéroes, Thunderbolts, y Héroes de Alquiler, y dos encuentros más con los Cuatro Fantásticos, el Pensador reclama el Androide.
El Pensador actualiza el Androide para absorber habilidades adicionales, como el talento musical y los rasgos de los animales. Adquiriendo sensatez, el Androide se rebela contra el Pensador y busca ayuda legal de la firma de abogados Goodman, Lieber, Kurtzberg & Holliway (la firma que emplea a Jennifer Walters, el alter ego de la heroína She-Hulk). El Androide está legalmente emancipado del Pensador, con un tribunal que reconoce el ser como un hombre con un nuevo nombre, "Asombroso Andy". Andy se convierte en un oficinista general de la empresa; sin habla, se comunica mediante gestos con las manos, lenguaje corporal y un tablero de mensajes alrededor del cuello. El tablero, originalmente representado como una pizarra, fue retrocontinuada en una pantalla de visualización digital con una conexión Wi-Fi a su CPU.
Después de una breve pelea con un miembro de los Eternos, Starfox, Andy inadvertidamente absorbe las habilidades de feromonas de Starfox, lo que hace que Andy gane el afecto de su compañera de trabajo, Mallory Book. Al darse cuenta de que ella no responde realmente a estos sentimientos, el personaje desactiva sus poderes y, luego de ser rechazado por ella, deja el bufete de abogados. Andy reaparece como el Androide impresionante al servicio del Pensador, habiendo restablecido su sistema sin rastro de la personalidad anterior.
El Androide también se encuentra con el equipo del universo paralelo, The Exiles.
Asombroso Androide fue con Pensador Loco cuando se reveló que Pensador Loco era miembro de Inteligencia.
Asombroso Androide fue con Pensador Loco cuando se lo invita a unirse al seminario de Fundación Futura sobre cómo vencer a Reed Richards con Reed Richards en mente siendo el Consejo de Cañas.
Asombroso Androide estuvo presente con Inteligencia cuando son atacados por los Seis Siniestros. Fue disparado al espacio por el Zero Cannon.
MODOK Superior pudo revivir Asombroso Androide y los otros miembros de Inteligencia.
Asombroso Androide más tarde aparece atacando el Museo de Historia Americana y lucha contra Steve Rogers, el Capitán América original.
Asombroso Androide aparece como miembro del Ejército I.A. El se estrella en una prueba de estabilidad en Brevoort Dynamics en Cambridge, Massachusetts y se escapa con un robot que estaba siendo probado. Durante la redada, Arno Stark envió una señal para mantener el Ejército I.A. de escapar al decimotercer piso. Machinesmith está enredado en cables que funcionan para colocar el código de envío en él mientras le ruega a Asombroso Androide que lo ayude. H.E.R.B.I.E. informa al resto del Ejército I.A. que Quasimodo está desactivado y Mark I se enfrenta a Iron Man. Se encuentra con Asombroso Androide que lleva una tableta a la que Machinesmith transfirió su conciencia mientras huyen de los guardias de Baintronics. Después de que los tres atraviesan una pared, Asombroso Androide activa sus propulsores retráctiles para ralentizar el descenso. Cuando Mark I se estrella contra el suelo, Asombroso Androide recoge el cuerpo de Mark One como I.A. El ejército y otros robots quedan devastados por lo que sucedió. Como Asombroso Androide lleva el cuerpo de Mark I, H.E.R.B.I.E. le dice a Machinesmith que tienen que huir. Los tres son contactados por el Fantasma de la Máquina, quien afirma que aún no han ganado la guerra y que alejan el cuerpo de Mark I de la batalla. Cuando Iron Man comienza a descender sobre ellos, Machinesmith hace que Asombroso Androide imite la apariencia de Iron Man y les proporcione un escape subterráneo. En Nueva Jersey, Machinesmith, H.E.R.B.I.E. y Asombroso Androide han hecho uso de una guarida temporal mientras Machinesmith coloca su conciencia en otro cuerpo. Machine Man, Yocasta y el Dr. Bhang los contactan y les dicen que encontraron una manera de bloquear el código de obediencia. H.E.R.B.I.E., Asombroso Androide y Machinesmith acompañan a Rescue en el asalto a Baintronics mientras Asombroso Androide lleva en el cuerpo de Mark I a uno de los bio-tubos restantes que el Dr. Andrew Bheng usa para restaurar a Tony. En la Estación Espacial Stark, Asombroso Androide se encuentra entre los que se enfrentan a Arno hasta que llega la Entidad de Extinción. Mientras todos participan en la lucha contra la Entidad de Extinción, Asombroso Androide lleva a Machinesmith a la batalla, donde ambos son eliminados por uno de los tentáculos de la Entidad de extinción. Resulta que la Entidad de extinción era solo una simulación y era el resultado de la enfermedad de la que Arno pensó que se había curado.

## Poderes y habilidades
El Asombroso Androide se crea cuando el Pensador Loco roba y utiliza una técnica inventada por Mister Fantástico, que implica el empalme de moléculas inestables en los patrones de ADN de un simio. El personaje tiene inteligencia artificial limitada y no tiene capacidad para la actividad automotivada, y es totalmente dependiente de su programación o de los comandos hablados de su programador, y generalmente se desactiva cuando no está activo.
El Androide tiene una gran resistencia y durabilidad, y también puede imitar una habilidad (una a la vez) después de tocar a un oponente, como la fuerza y la epidermis de la Cosa o la capa de hielo de Iceman. El personaje también puede emitir ráfagas de viento cercano desde su boca. El Pensador le da una debilidad a Androide: una colección de ganglios nerviosos debajo de la axila izquierda que, si se golpea, hará que el Androide se apague.

## Otras versiones

### Ultimate Marvel
En la marca Ultimate Marvel, aparece una versión del personaje llamado Bobby Burchill en Ultimate Fantastic Four. El personaje es el hermano menor y esclavo de Rhona Burchill (la versión Ultimate Marvel de Pensador Loco).

### JLA / Avengers
En el último número de JLA / Avengers, Asombroso Androide se encuentra entre los villanos cautivados que defienden la fortaleza de Krona y es derrotado por Superman.

## En otros medios

### Televisión
- El Asombroso Androide aparece en un segmento de Namor el Sub-Marinero de The Marvel Super Heroes.
- La versión Ultimate Marvel del Asombroso Androide aparece en Iron Man: Armored Adventures. Esta versión se llama Andy Erwin y se presenta en el episodio "Enter: Iron Monger" como un gótico como su hermana Rhona. En el episodio "Todas las mejores personas están locas", Rhona y Andy arrojan gas para dormir en la escuela y coloca Tony Stark en la que compiten los archivos DAT (pruebas de aptitud mortales) con Pepper Potts, James Rhodes, Happy Hogan y Whitney Stane colocandolos en diferentes trampas de muerte (similar a la sierrafranquicia). Después de que Pepper es liberada de su trampa por Tony adivinando la respuesta a la pregunta de Rhona, Andy le pregunta a Rhona si puede activar la siguiente trampa mortal. Rhona le dice que ella es la supervillana y que él es solo su secuaz. Andy logró convencer a Rhona de permitir que Tony use un salvavidas de los cautivos que Tony libera. Disgustado porque Tony ganó los DAT, Rhona envía a Andy a eliminar de los amigos de Tony. Andy logra golpear a Happy Hogan. Tony se convierte en Iron Man y termina peleando contra Andy. La computadora de Iron Man revela que Andy es en realidad un androide. Iron Man intenta que Andy se dé cuenta de que es un androide cuando Andy ataca a Iron Man. Iron Man logra dañar a Andy mucho a la desilusión de Rhona. Andy luego termina apagándose en los brazos de Rhona.
- El Asombroso Androide "Andy" aparece en la serie de dibujos animados de Ultimate Spider-Man,[31] con efectos vocales proporcionados por Kevin Michael Richardson. Esta versión fue un experimento encontrado en el laboratorio del Dr. Curt Connors en el Helicarrier de S.H.I.E.L.D. en forma de ladrillo.
  - En la primera temporada, episodio "Asombroso", fue encontrado por Spider-Man como Peter Parker y Luke Cage para usar en un proyecto de feria de ciencias. Antes de que comience la feria de ciencias, Asombroso Androide cobra vida y comienza a comer todo. Phil Coulson afirma que es una inteligencia artificial y que come materia inorgánica para aumentar su crecimiento. Asombroso Androide se tragó a Coulson, saliendo con su ropa disuelta durante la increíble ingestión de Coulson por el Androide. Asombroso Androide luego pasa a comer gran parte de la ciudad. Mientras Power Man y Nova detienen un tren, Spider-Man, Iron Fist y White Tiger luchan con Asombroso Androide. La pelea con Asombroso Androide se estrelló por Juggernaut como Asombroso Androide tropieza con su dedo del pie en Juggernaut. Asombroso Androide entonces come Juggernaut y lo emite con la ropa de Juggernaut disuelta por Asombroso Androide. Después de absorber algunos de los poderes de Juggernaut, Asombroso Androide grita al ver a Spider-Man e intenta pisotearlo. Durante la pelea, los aprendices de S.H.I.E.L.D. descubre que Asombroso Androide se contrae en frío ya que hace que se encoja. Mientras Iron Fist intenta aprovechar los increíbles poderes de Androide, Spider-Man y Power Man usan el experimento de fabricación de hielo de Nova y White Tiger mientras que Power Man lanza Spider-Man y el experimento de la feria de ciencias en el Asombroso Androide que causó que se disuelva en su forma inofensiva. Asombroso Androide es recuperado por S.H.I.E.L.D.
  - En la segunda temporada, episodio "El Regreso del Hombre de Arena", Walter Cage y Amanda Cage (padres de Luke Cage) han estado entrenando Asombroso Androide para ayudar en el laboratorio. Cuando Asombroso Androide devora algunos químicos dañinos para deshacerse de él, provoca un incendio donde termina liberando al Hombre de Arena que termina apagando las llamas y deteniendo al Asombroso Androide. Más tarde, Spider-Man y Nova usarán al Asombroso Androide para absorber al Hombre de Arena hasta que los agentes de S.H.I.E.L.D. lleguen con el traje de contención del Hombre de Arena en el que Asombroso Androide dispara al Hombre de Arena. Luego, Spider-Man ayuda a Asombroso Androide a limpiar el desastre de la batalla resultante.

### Miscelánea
- Asombroso Androide aparece en el cómic derivado de The Avengers: Earth's Mightiest Heroes. Fue visto con Pensador Loco y Quasimodo donde estaban cometiendo una actividad delictiva. Asombroso Androide, Pensador Loco y Quasimodo son derrotados y arrestados por Ant-Man y Hulk.